# Cyprus Cup 2015
La Cyprus Cup 2015 è stata l'ottava edizione della Cyprus Cup, un torneo a inviti per Nazionali di calcio femminile tenuto a Cipro con cadenza annuale. Il torneo ha avuto luogo tra il 4 e l'11 marzo 2015.

## Formula del torneo
La Cyprus Cup si svolge in due fasi:
La prima parte della competizione è una fase a gironi in cui le dodici squadre invitate sono divise in tre gruppi di quattro squadre ciascuno. Simile all'Algarve Cup, le squadre inserite nei Gruppo A e Gruppo B sono nazionali che occupano i vertici della classifica mondiale della FIFA e che hanno potenzialmente più possibilità di conquistare il trofeo. a questi è affiancato un Gruppo C costituito da squadre di classifica inferiore. Ogni gruppo disputa un girone all'italiana di sei partite, con ogni squadra che gioca una partita contro ciascuna delle altre squadre dello stesso gruppo.
La seconda fase è un unico "finals day" in cui sei partite che coinvolgono tutte le dodici squadre sono giocate per determinare la classifica finale del torneo, con i match-up come segue:
- Finale: si incontrano le squadre prime classificate nei Gruppi A e B.
- Finale per il terzo posto: si incontrano la prima classificata del Gruppo C e la migliore seconda classificata nei Gruppi A e B.
- Quinto posto: si incontrano la seconda classificata del Gruppo C e la perdente tra le seconde classificate nei Gruppi A e B.
- Settimo posto: si incontrano le terze classificate nei Gruppi A e B.
- Nono posto: si incontrano la terza classificata del Gruppo C la migliore quarta classificata nei Gruppi A e B.
- Undicesimo posto: si incontrano la quarta classificata del Gruppo C e la perdente tra le quarte classificate nei Gruppi A e B.

## Città ospitanti
Le città scelte per ospitare l'evento sono in tre, con quattro impianti sportivi:
| Stadio                     | Città     | Posti  |
| -------------------------- | --------- | ------ |
| Stadio Neo GSP             | Nicosia   | 22 859 |
| Gymnastikos Syllogos Zīnōn | Larnaca   | 13 032 |
| Stadio Tasos Markou        | Paralimni | 5 800  |
| Stadio Ammochostos         | Larnaca   | 5 500  |

## Nazionali invitate
- Australia
- Belgio
- Canada
- Corea del Sud

- Finlandia
- Inghilterra
- Italia
- Messico

- Paesi Bassi
- Rep. Ceca
- Scozia
- Sudafrica

## Fase a gironi

### Gruppo A
| Squadra       | P.ti | G | V | P | S | GF | GS | DR |
| ------------- | ---- | - | - | - | - | -- | -- | -- |
| Canada        | 9    | 3 | 3 | 0 | 0 | 4  | 0  | +4 |
| Italia        | 6    | 3 | 2 | 0 | 1 | 5  | 4  | +1 |
| Scozia        | 3    | 3 | 1 | 0 | 2 | 4  | 6  | -2 |
| Corea del Sud | 0    | 3 | 0 | 0 | 3 | 2  | 5  | -3 |

| Nicosia 4 marzo 2015, ore 14:30                                       | Corea del Sud | 1 – 2 referto          | Italia | Stadio Neo GSP |
| \| \| \| \| \| Ji So-yun 7’ \| Marcatori \| 5’ Bonansea 57’ Guagni \| |               |                        |        |                |
|                                                                       |               |                        |        |                |
| Ji So-yun 7’                                                          | Marcatori     | 5’ Bonansea 57’ Guagni |        |                |

| Nicosia 4 marzo 2015, ore 17:30                           | Scozia    | 0 – 2 referto           | Canada | Stadio Neo GSP |
| \| \| \| \| \| \| Marcatori \| 4’ Fleming 55’ Sinclair \| |           |                         |        |                |
|                                                           |           |                         |        |                |
|                                                           | Marcatori | 4’ Fleming 55’ Sinclair |        |                |

| Larnaca 6 marzo 2015, ore 14:30                | Canada    | 1 – 0 referto | Corea del Sud | Gymnastikos Syllogos Zīnōn |
| \| \| \| \| \| Sinclair 57’ \| Marcatori \| \| |           |               |               |                            |
|                                                |           |               |               |                            |
| Sinclair 57’                                   | Marcatori |               |               |                            |

| Larnaca 6 marzo 2015, ore 17:30                                                        | Italia    | 3 – 2 referto           | Scozia | Gymnastikos Syllogos Zīnōn |
| \| \| \| \| \| Girelli 18’, 67’ Tarenzi 55’ \| Marcatori \| 69’ Mitchell 80’ Little \| |           |                         |        |                            |
|                                                                                        |           |                         |        |                            |
| Girelli 18’, 67’ Tarenzi 55’                                                           | Marcatori | 69’ Mitchell 80’ Little |        |                            |

| Nicosia 9 marzo 2015, ore 14:30               | Italia    | 0 – 1 referto | Canada | Stadio Neo GSP |
| \| \| \| \| \| \| Marcatori \| 50’ Chapman \| |           |               |        |                |
|                                               |           |               |        |                |
|                                               | Marcatori | 50’ Chapman   |        |                |

| Larnaca 9 marzo 2015, ore 14:30                                               | Scozia    | 2 – 1 referto  | Corea del Sud | Gymnastikos Syllogos Zīnōn |
| \| \| \| \| \| Little 16’ (rig.) Murray 89’ \| Marcatori \| 34’ Yeo Min-ji \| |           |                |               |                            |
|                                                                               |           |                |               |                            |
| Little 16’ (rig.) Murray 89’                                                  | Marcatori | 34’ Yeo Min-ji |               |                            |

### Gruppo B
| Squadra     | P.ti | G | V | P | S | GF | GS | DR |
| ----------- | ---- | - | - | - | - | -- | -- | -- |
| Inghilterra | 7    | 3 | 2 | 1 | 0 | 7  | 2  | +5 |
| Australia   | 6    | 3 | 2 | 0 | 1 | 4  | 3  | +1 |
| Paesi Bassi | 2    | 3 | 0 | 2 | 1 | 1  | 2  | -1 |
| Finlandia   | 1    | 3 | 0 | 1 | 2 | 1  | 6  | -5 |

| Larnaca 4 marzo 2015, ore 14:30                                                       | Finlandia | 1 – 3 referto                      | Inghilterra | Gymnastikos Syllogos Zīnōn |
| \| \| \| \| \| Saari 89’ (rig.) \| Marcatori \| 21’ Sanderson 66’ Aluko 83’ Clarke \| |           |                                    |             |                            |
|                                                                                       |           |                                    |             |                            |
| Saari 89’ (rig.)                                                                      | Marcatori | 21’ Sanderson 66’ Aluko 83’ Clarke |             |                            |

| Larnaca 4 marzo 2015, ore 17:30               | Paesi Bassi | 0 – 1 referto | Australia | Gymnastikos Syllogos Zīnōn |
| \| \| \| \| \| \| Marcatori \| 73’ Crummer \| |             |               |           |                            |
|                                               |             |               |           |                            |
|                                               | Marcatori   | 73’ Crummer   |           |                            |

| Nicosia 6 marzo 2015, ore 14:30 | Finlandia | 0 – 0 referto | Paesi Bassi | Stadio Neo GSP |

| Nicosia 6 marzo 2015, ore 17:30                       | Australia | 0 – 3 referto       | Inghilterra | Stadio Neo GSP |
| \| \| \| \| \| \| Marcatori \| 8’, 17’, 83’ Taylor \| |           |                     |             |                |
|                                                       |           |                     |             |                |
|                                                       | Marcatori | 8’, 17’, 83’ Taylor |             |                |

| Nicosia 9 marzo 2015, ore 17:30                         | Paesi Bassi | 1 – 1 referto | Inghilterra | Stadio Neo GSP |
| \| \| \| \| \| Miedema 19’ \| Marcatori \| 43’ Aluko \| |             |               |             |                |
|                                                         |             |               |             |                |
| Miedema 19’                                             | Marcatori   | 43’ Aluko     |             |                |

| Larnaca 9 marzo 2015, ore 17:30                                     | Australia | 3 – 0 referto | Finlandia | Gymnastikos Syllogos Zīnōn |
| \| \| \| \| \| Gill 29’ Sykes 77’ Van Egmond 89’ \| Marcatori \| \| |           |               |           |                            |
|                                                                     |           |               |           |                            |
| Gill 29’ Sykes 77’ Van Egmond 89’                                   | Marcatori |               |           |                            |

### Gruppo C
| Squadra   | P.ti | G | V | P | S | GF | GS | DR |
| --------- | ---- | - | - | - | - | -- | -- | -- |
| Messico   | 6    | 3 | 2 | 1 | 0 | 3  | 0  | +3 |
| Rep. Ceca | 3    | 3 | 1 | 1 | 1 | 3  | 3  | -1 |
| Sudafrica | 1    | 3 | 1 | 0 | 2 | 1  | 3  | -1 |
| Belgio    | 1    | 3 | 0 | 2 | 1 | 2  | 3  | -1 |

| Paralimni 4 marzo 2015, ore 14:30                      | Messico   | 2 – 0 referto | Sudafrica | Stadio Tasos Markou |
| \| \| \| \| \| Corral 53’ Mayor 69’ \| Marcatori \| \| |           |               |           |                     |
|                                                        |           |               |           |                     |
| Corral 53’ Mayor 69’                                   | Marcatori |               |           |                     |

| Paralimni 4 marzo 2015, ore 17:30                                                        | Rep. Ceca | 2 – 2 referto            | Belgio | Stadio Tasos Markou |
| \| \| \| \| \| Voňková 17’ I. Martínková 71’ \| Marcatori \| 53’ Daniëls 79’ Wullaert \| |           |                          |        |                     |
|                                                                                          |           |                          |        |                     |
| Voňková 17’ I. Martínková 71’                                                            | Marcatori | 53’ Daniëls 79’ Wullaert |        |                     |

| Paralimni 6 marzo 2015, ore 14:30                | Belgio    | 0 – 1 referto  | Sudafrica | Stadio Tasos Markou |
| \| \| \| \| \| \| Marcatori \| 21’ Seoposenwe \| |           |                |           |                     |
|                                                  |           |                |           |                     |
|                                                  | Marcatori | 21’ Seoposenwe |           |                     |

| Paralimni 6 marzo 2015, ore 17:30            | Rep. Ceca | 0 – 1 referto | Messico | Stadio Tasos Markou |
| \| \| \| \| \| \| Marcatori \| 63’ Noyola \| |           |               |         |                     |
|                                              |           |               |         |                     |
|                                              | Marcatori | 63’ Noyola    |         |                     |

| Paralimni 9 marzo 2015, ore 14:30                 | Sudafrica | 0 – 1 referto   | Rep. Ceca | Stadio Tasos Markou |
| \| \| \| \| \| \| Marcatori \| 67’ Chlastáková \| |           |                 |           |                     |
|                                                   |           |                 |           |                     |
|                                                   | Marcatori | 67’ Chlastáková |           |                     |

| Paralimni 9 marzo 2015, ore 17:30 | Messico | 0 – 0 referto | Belgio | Stadio Tasos Markou |

## Incontri per i piazzamenti
Tutti gli orari sono in ora locale (UTC+0)

### 11º posto
| Paralimni 11 marzo 2015, ore 11:00                            | Corea del Sud | 1 – 1 (d.c.r.) referto | Belgio | Stadio Tasos Markou |
| \| \| \| \| \| Yoo Young-a 67’ \| Marcatori \| 49’ Daniëls \| |               |                        |        |                     |
|                                                               |               |                        |        |                     |
| Yoo Young-a 67’                                               | Marcatori     | 49’ Daniëls            |        |                     |

### 9º posto
| Nicosia 11 marzo 2015, ore 12:00                                           | Finlandia | 2 – 1 referto   | Sudafrica | Stadio Neo GSP |
| \| \| \| \| \| Kemppi 7’ Westerlund 30’ \| Marcatori \| 63’ Seoposengwe \| |           |                 |           |                |
|                                                                            |           |                 |           |                |
| Kemppi 7’ Westerlund 30’                                                   | Marcatori | 63’ Seoposengwe |           |                |

### 7º posto
| Larnaca 11 marzo 2015, ore 13:00                                        | Scozia    | 3 – 1 referto  | Paesi Bassi | Stadio Ammochostos |
| \| \| \| \| \| Little 17’, 55’, 90+1’ \| Marcatori \| 70’ Hoogendijk \| |           |                |             |                    |
|                                                                         |           |                |             |                    |
| Little 17’, 55’, 90+1’                                                  | Marcatori | 70’ Hoogendijk |             |                    |

### 5º posto
| Paralimni 11 marzo 2015, ore 14:00                                                                                            | Australia | 6 – 2 referto    | Rep. Ceca | Stadio Tasos Markou |
| \| \| \| \| \| Gorry 8’ Van Egmond 15’ De Vanna 34’ Heyman 54’ Polkinghorne 85’ Sykes 86’ \| Marcatori \| 8’, 63’ Benýrová \| |           |                  |           |                     |
| |           |                  |           |                     |
| Gorry 8’ Van Egmond 15’ De Vanna 34’ Heyman 54’ Polkinghorne 85’ Sykes 86’                                                    | Marcatori | 8’, 63’ Benýrová |           |                     |

### 3º posto
| Larnaca 11 marzo 2015, ore 14:00                                                         | Italia    | 2 – 3 referto                   | Messico | Gymnastikos Syllogos Zīnōn |
| \| \| \| \| \| Cernoia 53’ Guagni 69’ \| Marcatori \| 45’ Corral 86’ Franco 87’ Perez \| |           |                                 |         |                            |
|                                                                                          |           |                                 |         |                            |
| Cernoia 53’ Guagni 69’                                                                   | Marcatori | 45’ Corral 86’ Franco 87’ Perez |         |                            |

## Finale
| Larnaca 11 marzo 2015, ore 18:30                | Canada    | 0 – 1 referto | Inghilterra | Gymnastikos Syllogos Zīnōn |
| \| \| \| \| \| \| Marcatori \| 67’ Sanderson \| |           |               |             |                            |
|                                                 |           |               |             |                            |
|                                                 | Marcatori | 67’ Sanderson |             |                            |

## Classifica finale
| Posizione | Squadra       |
| --------- | ------------- |
| 1         | Inghilterra   |
| 2         | Canada        |
| 3         | Messico       |
| 4         | Italia        |
| 5         | Australia     |
| 6         | Rep. Ceca     |
| 7         | Scozia        |
| 8         | Paesi Bassi   |
| 9         | Finlandia     |
| 10        | Sudafrica     |
| 11        | Corea del Sud |
| 12        | Belgio        |

## Classifica marcatori
5 reti
- Kim Little

3 reti
- Jodie Taylor

2 reti
- Ashleigh Sykes
- Emily van Egmond
- Yana Daniëls

- Christine Sinclair
- Eniola Aluko
- Cristiana Girelli

- Alia Guagni
- Charlyn Corral
- Jermaine Seoposenwe

1 rete
- Larissa Crummer
- Lisa De Vanna
- Kathryn Gill
- Katrina Gorry
- Michelle Heyman
- Clare Polkinghorne
- Tessa Wullaert
- Candace Chapman
- Jessie Fleming
- Pavla Benýrová
- Jitka Chlastáková

- Irena Martínková
- Lucie Voňková
- Jessica Clarke
- Lianne Sanderson
- Juliette Kemppi
- Maija Saari
- Anna Westerlund
- Barbara Bonansea
- Valentina Cernoia
- Stefania Tarenzi
- Ji So-yun

- Yeo Min-ji
- Yoo Young-a
- Yamile Franco
- Stephany Mayor
- Teresa Noyola
- Verónica Pérez
- Anouk Hoogendijk
- Vivianne Miedema
- Emma Mitchell
- Christie Murray